# Svensk klassisk musik
Svensk klassisk musik eller svensk konstmusik avser här musik komponerad i västerländsk konstmusikalisk tradition av någon född eller verksam i Sverige.

## Barock (cirka 1600–1750)
Johan Helmich Roman, även kallad den svenska musikens fader, föddes 1694 i Stockholm och dog 1758 på gården Haraldsmåla i Småland. Hans kanske mest kända verk är Drottningholmsmusiken, men han komponerade även bland annat sinfonior, konserter, sonater och assaggi ("försök") för soloviolin. Andra svenska barockkompositörer är Johan Agrell, Per Brandt samt Ferdinand Zellbell den äldre och den yngre.

## Klassicism (cirka 1750–1820)
Den kanske mest berömda klassicistiska kompositören verksam i Sverige är Joseph Martin Kraus. Han föddes 1756 i Tyskland men flyttade efter sin utbildning till Sverige och avled i Stockholm 1792. Johan Wikmanson räknas som den mest kända svenskfödda klassicistiska kompositören och skrev bland annat 5 stråkkvartetter.

## Romantik (cirka 1820–1910)
Franz Berwald var en viktig kompositör under den tidiga romantiken. Wilhelm Stenhammar är den kanske mest kända svenska romantiska kompositören och skrev bland annat 2 symfonier och 6 stråkkvartetter.